# Поджіо (родина)
Поджіо — дворянська родина півдня України італійського походження, відома заслугами у військовій, революційній та цивільній діяльності.

## Історія роду
Історія родини Поджіо в Україні починається з Поджіо Вітторіо Амадео (нар.1767 — пом.29 серпня 1812, Одеса), коли він прибув з Італії (регіон П'ємонт) до Росії разом з де Рібасом і вступив на російську службу в 1783 році.
Перші нащадки, народжені вже в Україні продовжили займатися військовою діяльністю і узяли участь у заколоті декабристів, за що були покарані засланням до Сибіру.
Нащадки другого та наступних поколінь продовжили займатися військовою діяльністю, а у відставці поселилися спочатку поблизу, а згодом і в самому Златополі.
У XIX та на початку XX століття діти й онуки Поджіо жили в Москві, Костромі, Торопці та в Україні — Києві, Янівці, Златополі. Крім рис обличчя, смаглявої шкіри і життєлюбства, вони успадкували постійні перетини з історичними особистостями. Так, правнучка Йосипа Поджіо Варвара була знайома з Петром Чайковським. Він присвятив її тітці Наталці Плеській п'єсу для фортепіано «Ната-вальс». Крім того, Варвара Поджіо була у родинних відносинах з сімействами Давидових і фон-Мекк. Її донька Галі мала хороші музичні здібності і закінчила Гнесинську школу. Одного разу на канікули Галі приїхала в Арзамас. Тут на ковзанці вона зустріла Олександра Жевакіна, з яким згодом одружилася. Її доньки Ольдам та Ірина танцювали в Нижньогородському театрі опери та балету, де Галі акомпанувала в балетних класах. Мала сина Сергія (нар.1916), що став астрофізиком.
В 1928 році зі Златополя був примусово виселений дворянин Михайло Петрович Поджіо.
З часом чоловіча лінія вигасала і на даний час відомі лише нащадки по жіночій лінії, які мешкають у Златополі.

## Відомі представники
Поджіо Вітторіо Амадео (нар.1767 — пом.29 серпня 1812, Одеса) — визначний діяч півдня України. Дружина — Кватроккі Магдалена.
- Йосип (нар.30 серпня 1792, Миколаїв — пом.8 січня 1848, Іркутськ) штабс-капітан, декабрист. Перша дружина — Челишева Єлизавета Матвіївна з січня 1816 року (? — 1 лютого 1820). Друга дружина — Бороздіна Марія Андріївна з літа 1825 року (1806–1849).
  - Олександр (від першої дружини) (нар.1 лютого 1820- пом.1885) корнет, торопецький повітовий голова дворянства. Дружина — Муравйова Варвара Миколаївна.
  - Софія (від першої дружини) в шлюбі з майором Плеським Андрієм Вікентійовичем.
    - Володимир (нар.1942 - пом.-?) керуючий кам'янськими маєтками[3] . Його портрет та деякі подробиці життя описала Маріамна Лопухіна[4]. Дружина Юлія Геттекемер (Целестіна?)
      - донька Олена Плеська
      - донька Ольга Плеська
      - донька Дарʼя Плеська
      - син Борис Плеський
      - син Михайло Плеський (нар. 8 листопада 1873 - пом. 1938). Дружина — Єлизавета.
        - донька Валентина Плеська (нар. 1904)
        - син Георгій Плеський (нар. 31 березня 1901 - пом. 22 січня 1985). Дружина — Маргарита Плеська (Коробова) (нар. 21 березня 1903 - пом. 1 жовтня 1989).
          - донька Міра Плеська (нар. 3 квітня 1931 - пом. 7 березня 1994). Чоловік — Юрій Распопов (нар. 3 червня 1931 - пом. 6 червня 2001).
            - донька Ірина Распопова (нар. 10 вересня 1955). Чоловік — Геннадій Гейченко (нар. 24 серпня 1957).
              - донька Юлія Гейченко (нар. 26 липня 1978)
              - донька Аліна Плеська (нар. 3 грудня 1987).

  - Наталія (від першої дружини), в шлюбі Бодятинська, у 1837 році жила з бабусею в Іванівці (Олександрівський район)
  - Марія (від першої дружини), в шлюбі Сервиріг, у 1837 році жила з бабусею в Іванівці (Олександрівський район)
  - Лев (від другої дружини) (нар.8 квітня 1826, Іванівка (Олександрівський район) — пом.?) служив у Новомиргородському уланському полку. Володів маєтком Пастирське.
    - Михайло
      -  Олександр (нар.19 лютого 1881- пом.1919) — генерал-майор, начальник корпусу Дієвої армії УНР.
        - син (нар.1911)
        - син (нар.1914)

      - Петро (нар.1886 — пом.1933). Дружина — Варвара (Совенко) (нар.17 грудня 1888 — пом.25 грудня 1970) (Див. нижче).

    - Андрій. Перша дружина — ? Друга дружина — Совенко.
      - Лев (від першої дружини) в 1909 році поручик 11-го драгунського Ризького полку, м. Кременець.
      - Михайло (від першої дружини).
      - Олександр (від другої дружини) (Совенко).
      - Варвара (від другої дружини) (Совенко) (нар.17 грудня 1888 — пом.25 грудня 1970). Чоловік — Поджіо Петро Михайлович (нар.1886 — пом.1933) (Див. вище).
        - Олена (нар.28 червня 1910 — пом.9 лютого 1985). Чоловік — Качур Герасим (нар.1909).
          - Тамара (нар.10 липня 1935). Перший чоловік — Титаренко І. Другий чоловік — Тофель С.
            - Людмила (від першого чоловіка) (1953).
            - Олена (від другого чоловіка) (1965).

          - Зіна (нар.14 квітня 1937 — пом.10 липня 2011). Чоловік — Тягай Віктор (нар.1936).
            - Світлана. Чоловік — Самосенко В.
              - Віктор.
              - Микола.

          - Ольга (нар.10 травня 1941) Чоловік — Чернявський Петро Якович (нар.5 січня 1943)
            - Світлана (нар.1 квітня 1962)). Чоловік — Пісковий Володимир (нар.18 листопада 1960), головний редактор газети «Новомиргородщина».
              - Ярослав (нар.1983).
              - Мар'яна (нар.10 травня 1991).

            - Олександр (нар.25 січня 1967).
              - Інна (нар.1991).

          - Ніна (нар.1 квітня 1944 — пом.12 грудня 1972). Другий чоловік — Семенчук В.
            - Олег (нар.10 січня 1961).

          - Петро (нар.7 липня 1949). Дружина — Черненко З.
            - Юрій ().

          - Надія (нар.1932). Чоловік — Рябошапко Г.
            - Світлана (нар.1953). Перший чоловік — Качур Володимир. Другий чоловік — Пецун О.
              - Тетяна (від першого чоловіка).
              - Віктор (від другого чоловіка).

            - Олександр (нар.12 січня 1962). Дружина — Уманець О.
              - Інна.
              - Ірина.

      - Іван (від другої дружини) (Совенко)
      - Михайло (від другої дружини) (Совенко).
      - Олексій (від другої дружини) (Совенко).
      - Андрій (від другої дружини) (Совенко).
- Олександр (нар.5 квітня 1798, Миколаїв — пом.6 червня 1873, Вороньки) підполковник, декабрист. Дружина — Смирнова Лариса Андріївна з 1850 року, класна дама Іркутського дівочого інституту.
  - Варвара (нар.22 жовтня 1854- пом.1922). Чоловік — (15 серпня 1873) Володимир Степанович Висоцький (нар.1849), на службі з 1868 року, в 1871 році був корнетом лейб-гвардії Гродненського гусарського полку, після одруження виїхав з дружиною до Флоренції, потім повернувся на службу, в 1873 році поручик лейб-гвардії Гродненського гусарського полку, в 1888 році полковник, пізніше пішов у відставку і служив у митному відомстві. На 1914 рік був дійсним статським радником, керуючим Вірбаліською митницею. Нагороджений: Орден Святої Анни 3 ступеня (у 1904), Орден Святої Анни 2 ступеня (у 1909), медалями в пам'ять Імператора Олександра III, в пам'ять 300-річчя дому Романових та іноземними орденами — Орден Лева і Сонця 2 ступеня (у 1906), Орден князя Данила I 3 ступеня, Військовий орден Святого Генріха[5].
    - Ольга (нар.1875).
    - Марія (нар.1876).
    - Неля (нар.1877?).

## Галерея

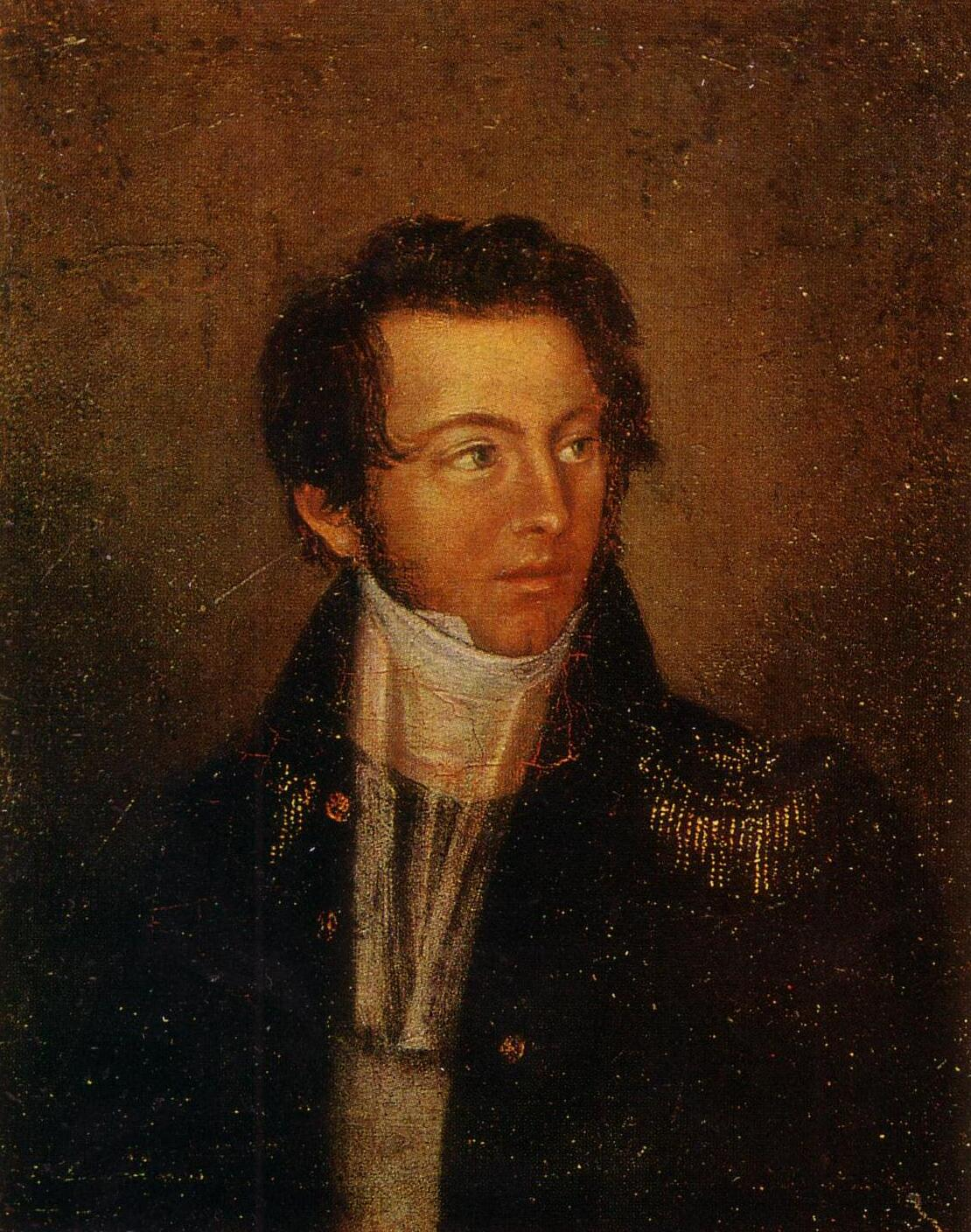
Поджіо Олександр Вікторович
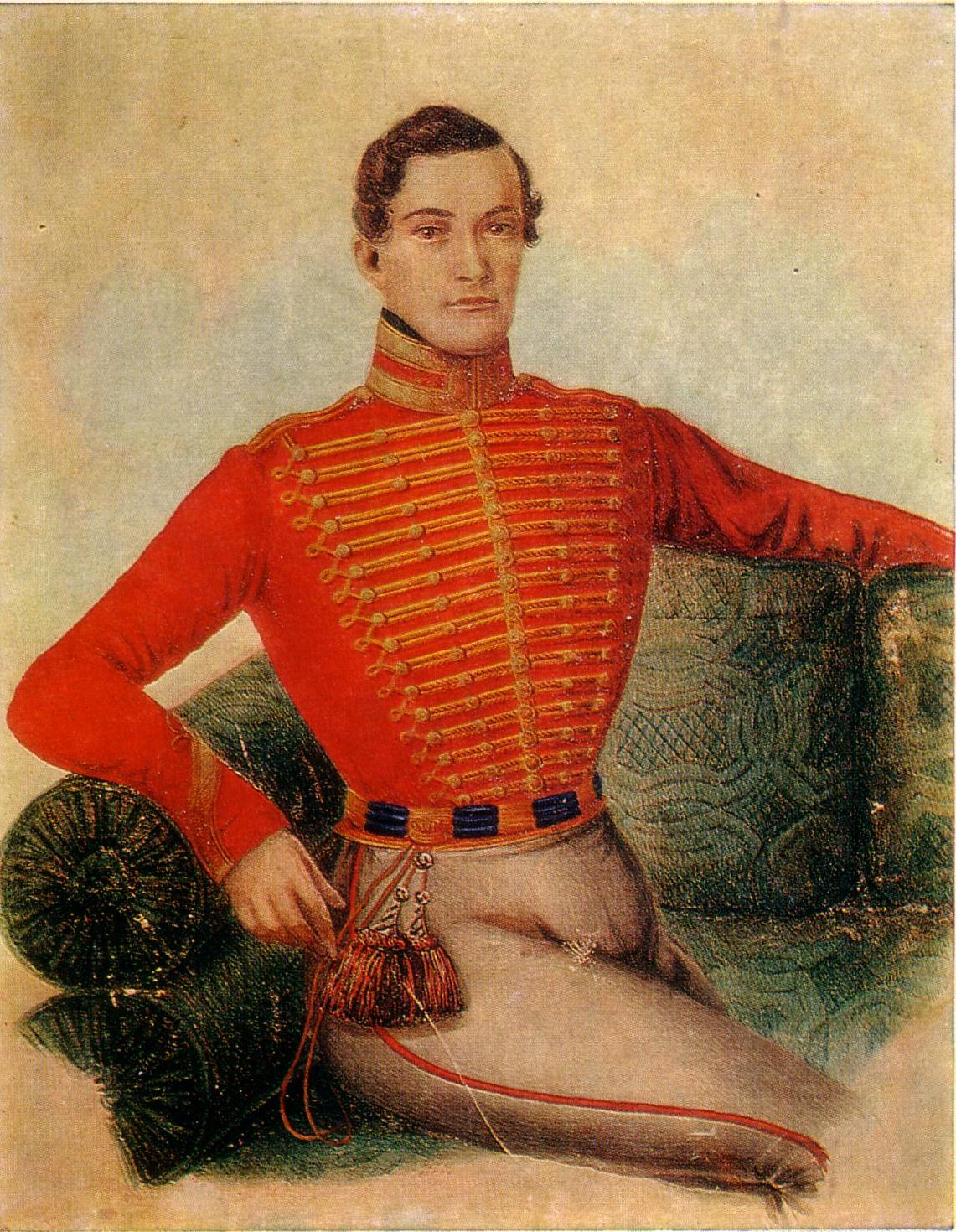
Поджіо Йосип Вікторович
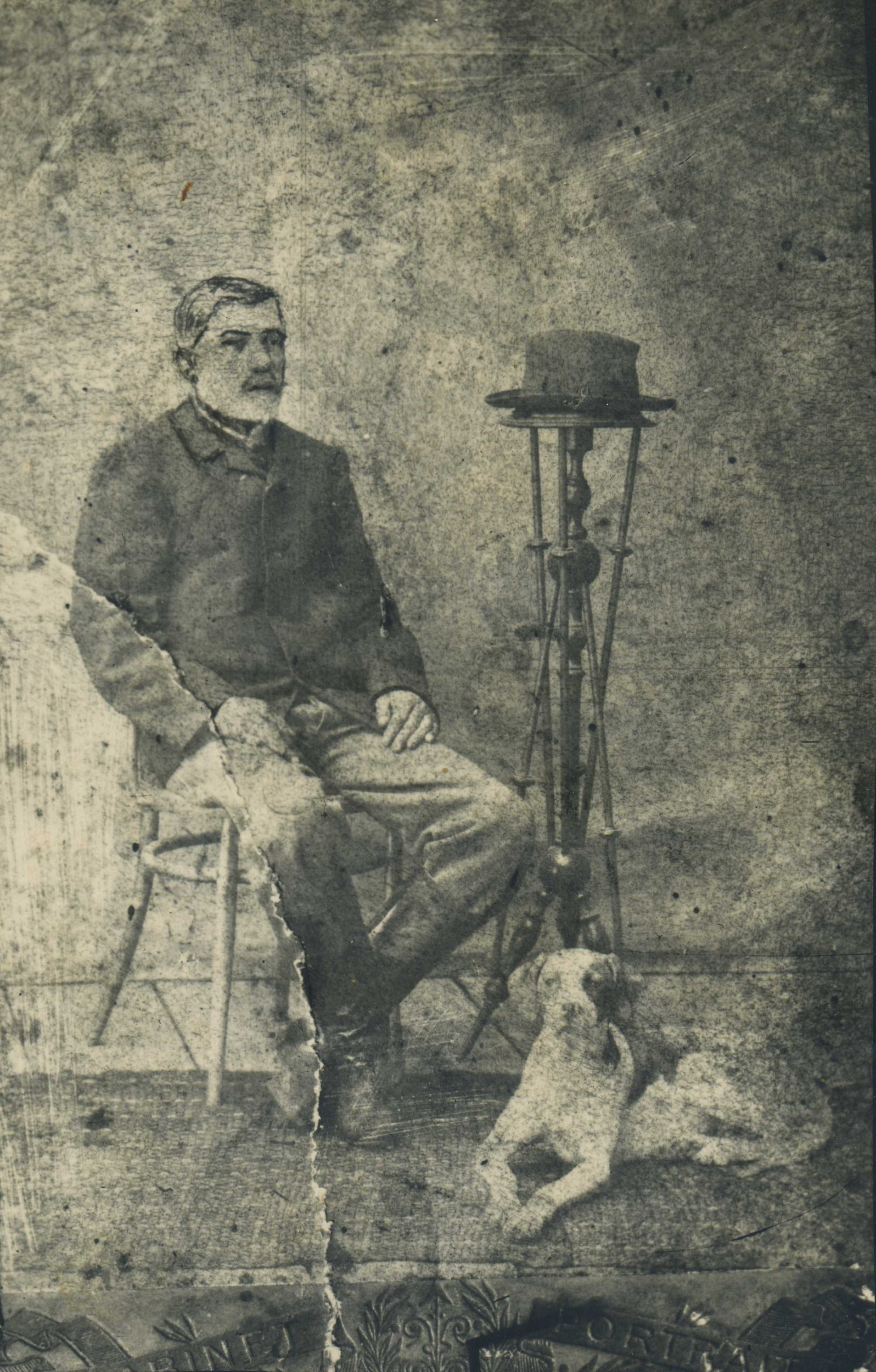
Поджіо Лев Йосипович.
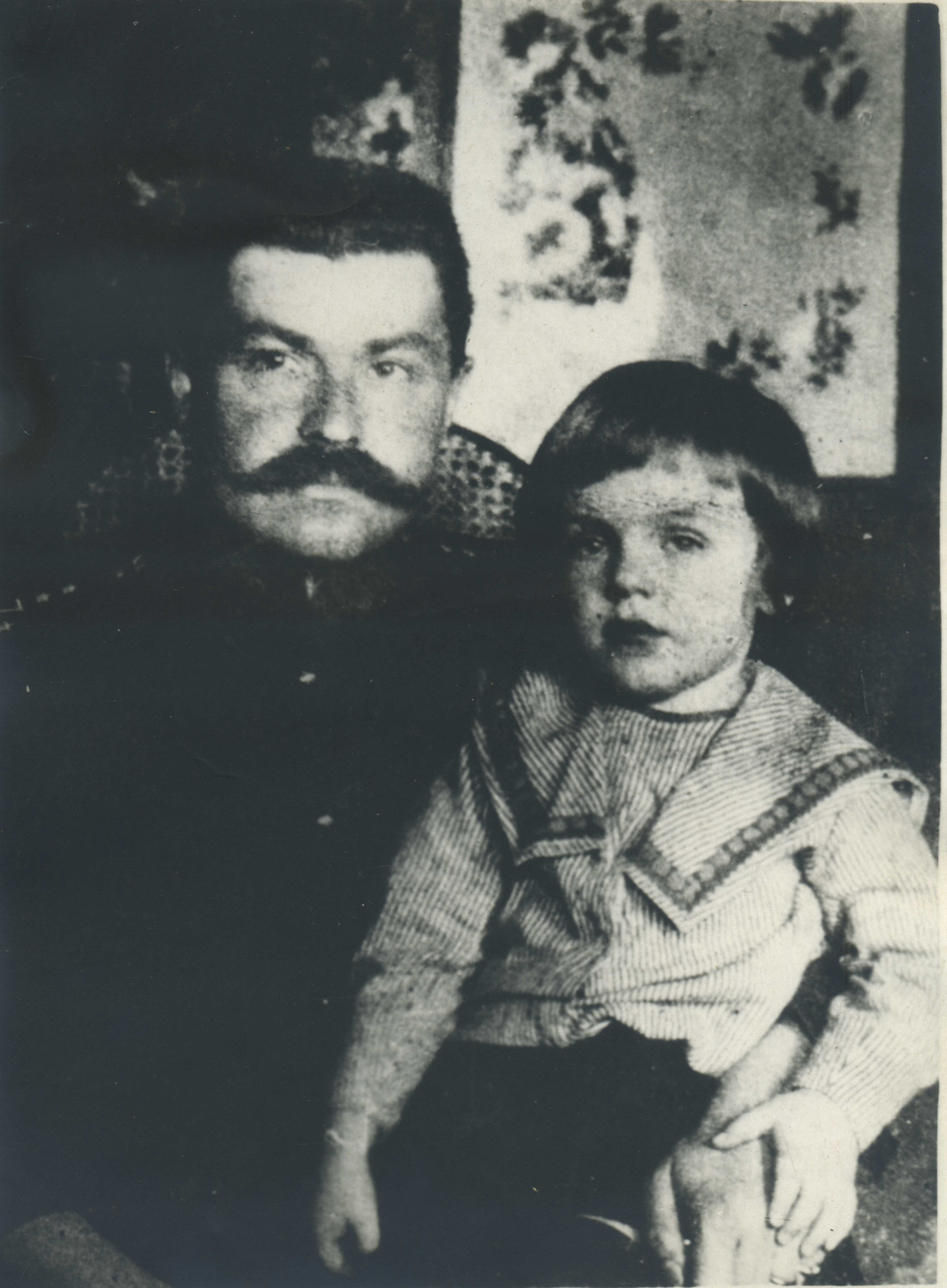
Поджіо Лев Андрійович.
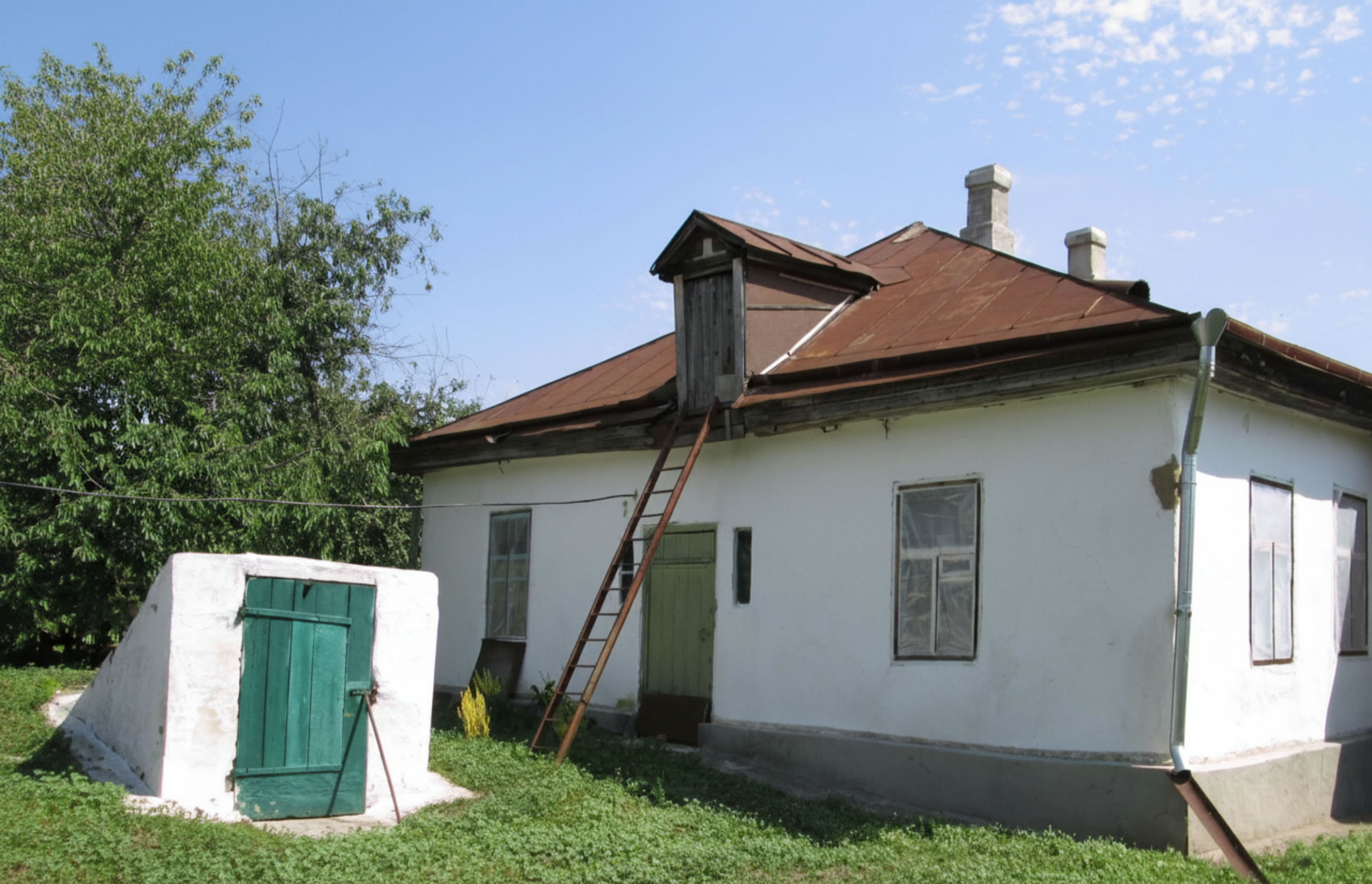
Златопіль. Будинок родини Поджіо.
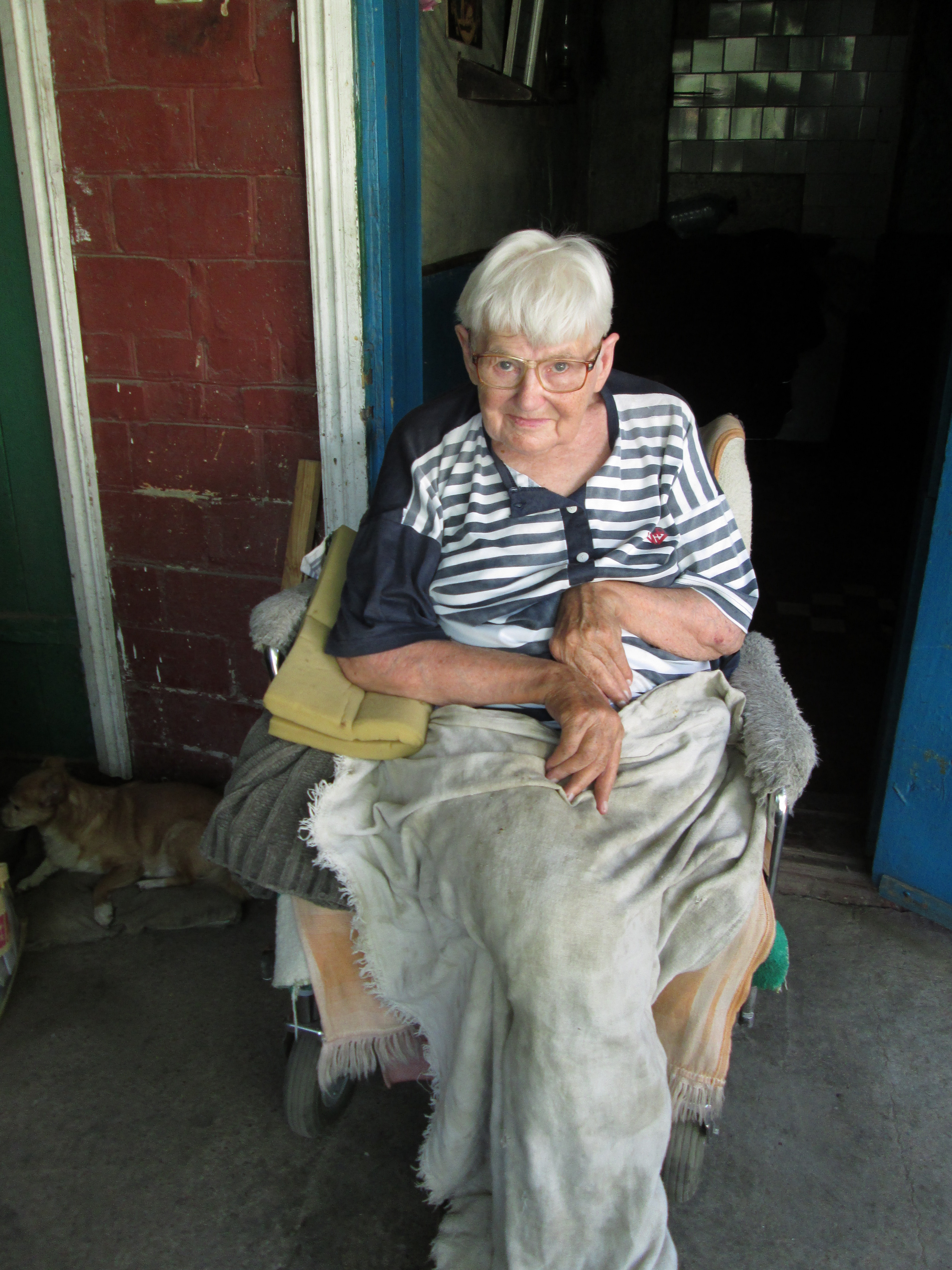
Тамара, онука Поджіо.
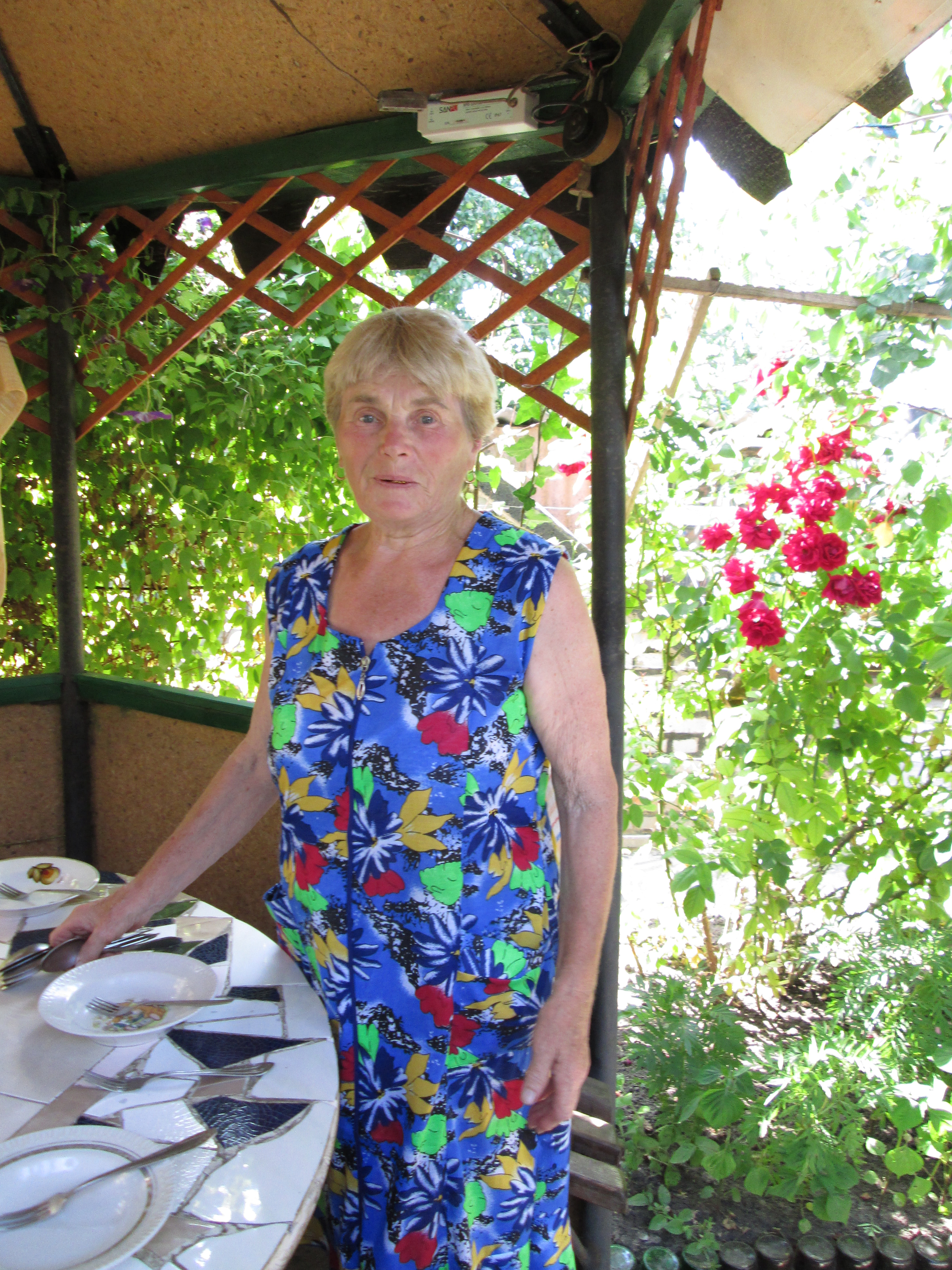
Ольга, онука Поджіо.
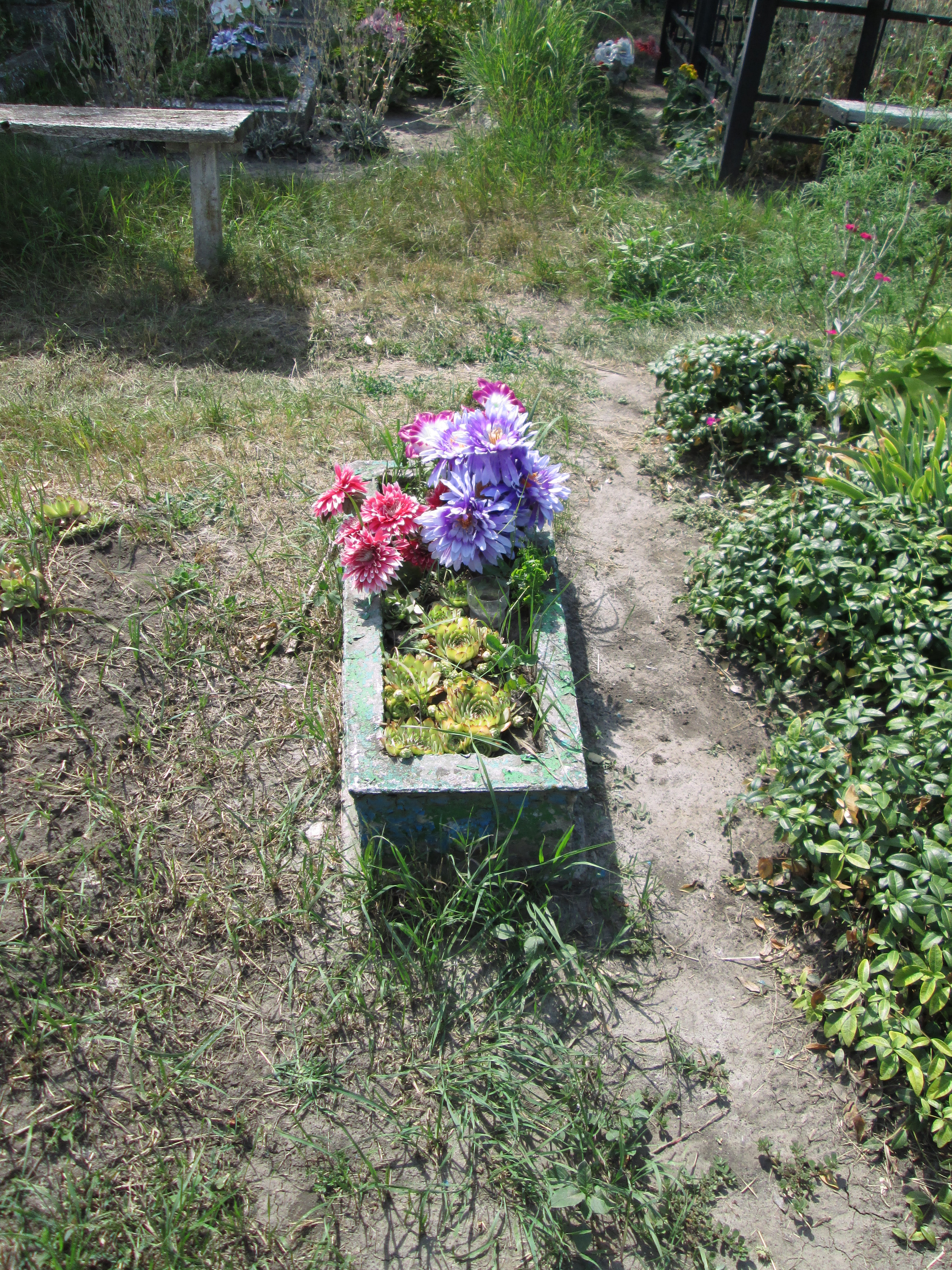
Могила Поджіо Петра Михайловича.
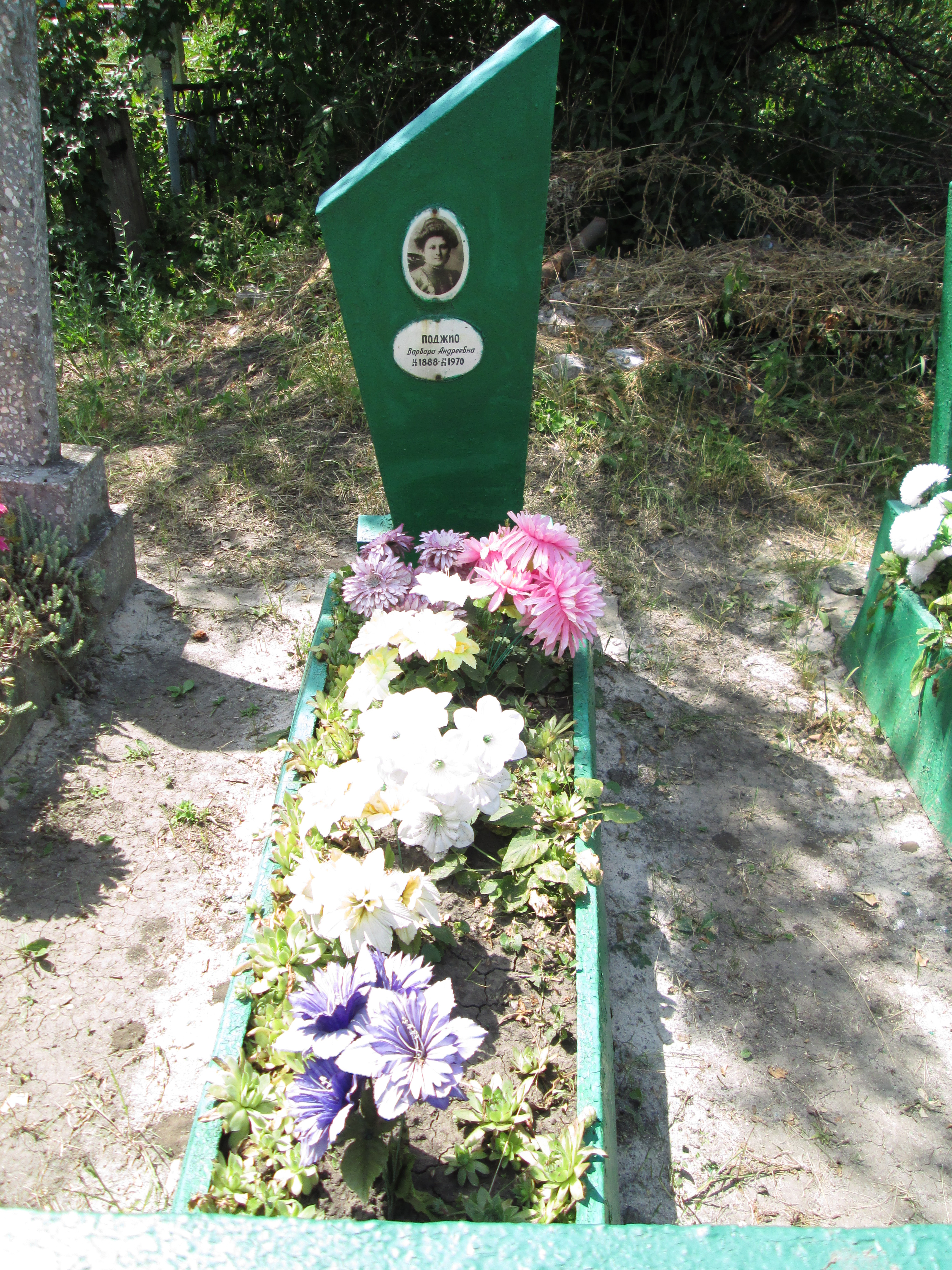
Могила Поджіо Варвари Андріївни.
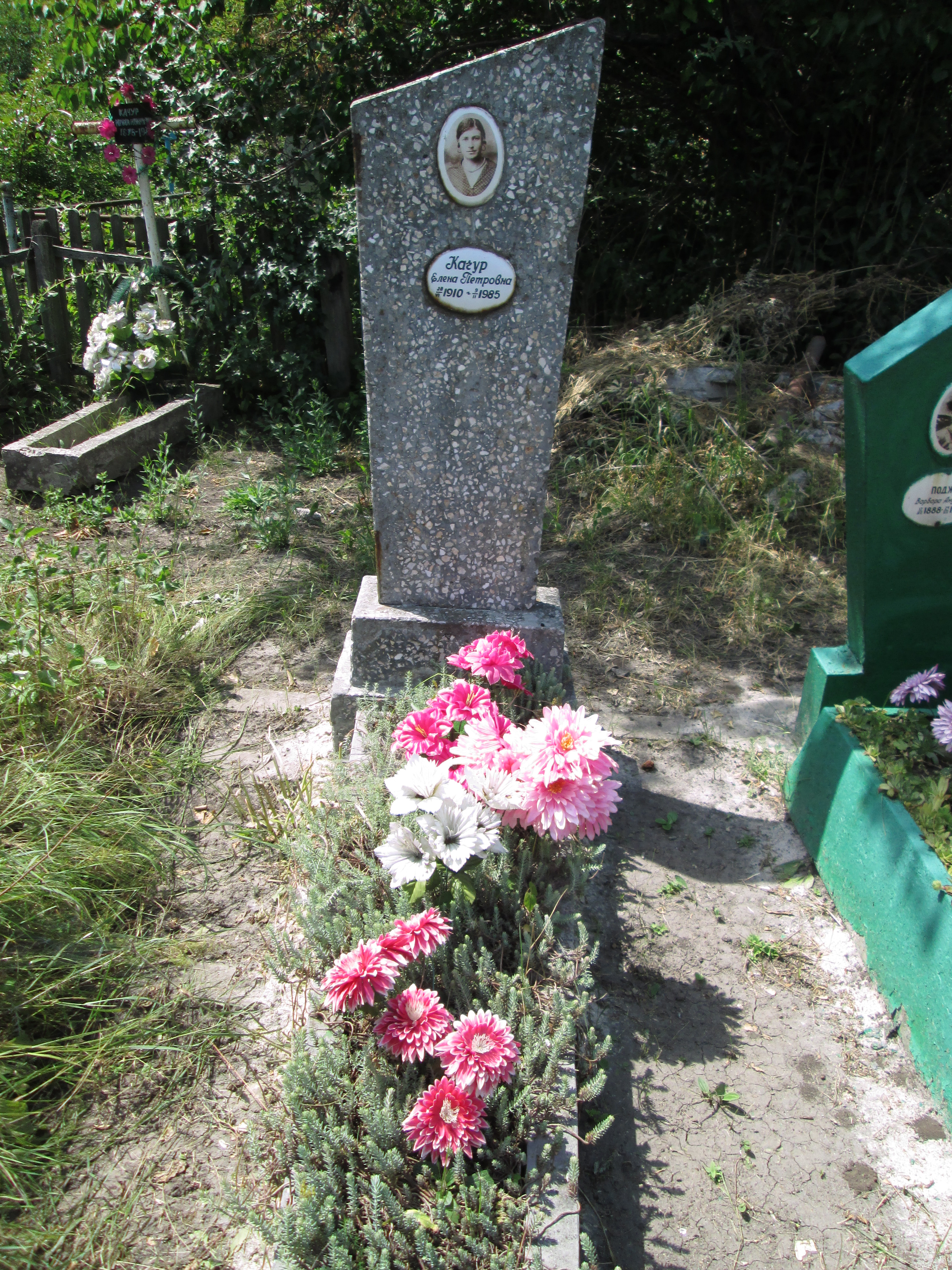
Могила Поджіо Олени Петрівни.
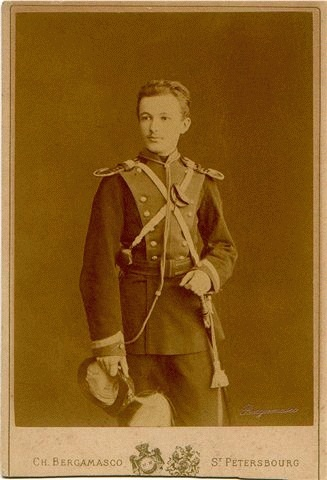
Висоцький Володимир Степанович.